# Makaói pataca
A pataca Makaó hivatalos pénzneme. 1 hongkongi dollár = 1,03 MOP$

## Érmék
| Kép | Névérték  | anyag                            | előlap      | hátlap                            | első kibocsátás |
| --- | --------- | -------------------------------- | ----------- | --------------------------------- | --------------- |
|     | 10 avo    | sárgaréz                         | Macau, 澳門 | érték, Oroszlántáncviselet fej    | 1993            |
|     | 20 avo    | sárgaréz                         | Macau, 澳門 | érték, sárkányhajó                | 1993            |
|     | 50 avo    | sárgaréz                         | Macau, 澳門 | érték, oroszlán tánc              | 1993            |
|     | 1 pataca  | kupronikkel                      | Macau, 澳門 | érték, Guia világítótorony        | 1992            |
|     | 2 pataca  | kupronikkel                      | Macau, 澳門 | Denomination, Templo de A-Má      | 1998            |
|     | 5 pataca  | kupronikkel                      | Macau, 澳門 | Denomination, Szt. Pál-katedrális | 1992            |
|     | 10 pataca | gyűrű: sárgaréz mag: kupronikkel | Macau, 澳門 | érték, Szt. Domonkos-templom      | 1997            |

## Bankjegyek
| Banco Nacional Ultramarino 1990-es sorozata | Banco Nacional Ultramarino 1990-es sorozata | Banco Nacional Ultramarino 1990-es sorozata | Banco Nacional Ultramarino 1990-es sorozata | Banco Nacional Ultramarino 1990-es sorozata             | Banco Nacional Ultramarino 1990-es sorozata            | Banco Nacional Ultramarino 1990-es sorozata |
| érték                                       | méret                                       | szín                                        | előlap                                      | hátlap                                                  | nyomtatás dátuma                                       | vízjel                                      |
| ------------------------------------------- | ------------------------------------------- | ------------------------------------------- | ------------------------------------------- | ------------------------------------------------------- | ------------------------------------------------------ | ------------------------------------------- |
| 10 pataca                                   | 138 × 69 mm                                 | barna                                       | Szun Jat-szen emlékterem                    | Makaó látképe 1990-ben, Nobre de Carvalho kormányzó híd | 1991. július 8.                                        | dzsunka                                     |
| 10 pataca                                   | 138 × 69 mm                                 | vörös, ibolya                               | Szun Jat-szen emlékterem                    | Makaó látképe 1990-ben, Nobre de Carvalho kormányzó híd | 2001. június 8. 2003. június 8.                        | dzsunka                                     |
| 20 pataca                                   | 143 × 71,5 mm                               | ibolya                                      | a Banco Nacional Ultramarino régi épülete   | Makaó látképe 1990-ben, Nobre de Carvalho kormányzó híd | 1996. szeptember 1. 1999. december 20. 2003. június 8. | dzsunka                                     |
| 50 pataca                                   | 148 × 74 mm                                 | sárga                                       | oroszlántánc                                | Makaó látképe 1990-ben, Nobre de Carvalho kormányzó híd | 1992. július 13. 1999. december 20.                    | dzsunka                                     |
| 100 pataca                                  | 153 × 76,5 mm                               | kék                                         | dzsunka                                     | Makaó látképe 1990-ben, Nobre de Carvalho kormányzó híd | 1992. július 13. 1999. december 20. 2003. június 8.    | dzsunka                                     |
| 500 pataca                                  | 158 × 79 mm                                 | zöld, sárga, narancs                        | A-Ma templom                                | Makaó látképe 1990-ben, Nobre de Carvalho kormányzó híd | 1990. szeptember 3. 1999. december 20. 2003. június 8. | dzsunka                                     |
| 1000 pataca                                 | 163 × 81,5 mm                               | vörös                                       | sárkány                                     | Makaó látképe 1990-ben, Nobre de Carvalho kormányzó híd | 1991. július 8. 1999. december 20. 2003. június 8.     | dzsunka                                     |

| A Bank of China 1995-ös sorozat | A Bank of China 1995-ös sorozat | A Bank of China 1995-ös sorozat | A Bank of China 1995-ös sorozat       | A Bank of China 1995-ös sorozat | A Bank of China 1995-ös sorozat                                         | A Bank of China 1995-ös sorozat |
| érték                           | méret                           | szín                            | előlap                                | hátlap                          | nyomtatás                                                               | vízjel                          |
| ------------------------------- | ------------------------------- | ------------------------------- | ------------------------------------- | ------------------------------- | ----------------------------------------------------------------------- | ------------------------------- |
| 10 pataca                       | 138 × 69 mm                     | barna                           | a Guia világítótorony és a Monte fort | Bank of China épülete, Makaó-ág | 1995. október 16.                                                       | lótusz                          |
| 10 pataca                       | 138 × 69 mm                     | vörös                           | a Guia világítótorony és a Monte fort | Bank of China épülete, Makaó-ág | 2001. január 8. 2002. február 2. 2003. december 8.                      | lótusz                          |
| 20 pataca                       | 143 × 71,5 mm                   | ibolya                          | A-Ma templom                          | Bank of China épülete, Makaó-ág | 1996. szeptember 1. 1999. december 20. 2003. december 8.                | lótusz                          |
| 50 pataca                       | 148 × 74 mm                     | sárga                           | Makaói Egyetem                        | Bank of China épülete, Makaó-ág | 1995. október 16. 1997. november 1. 1999. december 20.                  | lótusz                          |
| 100 pataca                      | 153 × 76,5 mm                   | kék                             | Jetfoil terminal                      | Bank of China épülete, Makaó-ág | 1995. október 16. 1999. december 20. 2002. február 2. 2003. december 8. | lótusz                          |
| 500 pataca                      | 158 × 79 mm                     | zöld                            | Ponte de Amizade                      | Bank of China épülete, Makaó-ág | 1995. október 16. 1999. december 20. 2002. február 2. 2003. december 8. | lótusz                          |
| 1000 pataca                     | 163 × 81,5 mm                   | narancs                         | Sai Van (Praia de Bom Porto)          | Bank of China épülete, Makaó-ág | 1995. október 16. 1999. december 20. 2003. december 8.                  | lótusz                          |

| Bank of China 2008-as sorozat | Bank of China 2008-as sorozat | Bank of China 2008-as sorozat | Bank of China 2008-as sorozat   | Bank of China 2008-as sorozat | Bank of China 2008-as sorozat      | Bank of China 2008-as sorozat |
| névérték                      | leírás                        | leírás                        | leírás                          | leírás                        | Nyomtatás dátuma                   | vízjel                        |
| névérték                      | méret                         | szín                          | előlap                          | hátlap                        | Nyomtatás dátuma                   | vízjel                        |
| ----------------------------- | ----------------------------- | ----------------------------- | ------------------------------- | ----------------------------- | ---------------------------------- | ----------------------------- |
| 10 pataca                     | 138 × 69 mm                   | vörös                         | A-Ma templom                    | Bank of China                 | 2008. augusztus 8. 2013. július 1. | Indiai lótusz                 |
| 20 pataca                     | 143 × 71,5 mm                 | ibolya                        | Szent Pál-katedrális romjai     | Bank of China                 | 2008. augusztus 8. 2013. július 1. | Indiai lótusz                 |
| 50 pataca                     | 148 × 74 mm                   | barna                         | V. Dom Pedro Színház            | Bank of China                 | 2008. augusztus 8. 2013. július 1. | Indiai lótusz                 |
| 100 pataca                    | 153 × 76,5 mm                 | kék                           | Guia világítótorony             | Bank of China                 | 2008. augusztus 8. 2013. július 1. | Indiai lótusz                 |
| 500 pataca                    | 158 × 79 mm                   | zöld                          | Casa do Mandarim (mandarin-ház) | Bank of China                 | 2008. augusztus 8. 2013. július 1. | Indiai lótusz                 |
| 1000 pataca                   | 163 × 81,5 mm                 | narancssárga                  | szenátus                        | Bank of China                 | 2008. augusztus 8. 2013. július 1. | Indiai lótusz                 |

## Emlékbankjegyek
2012 januárjában a sárkány újév tiszteletére új 10 patacás emlékbankjegyet bocsátottak ki.
2019-ben 20 patacás bankjegyet bocsátottak ki annak emlékére, hogy 1999-ben visszakerült a terület Kínához.

## jegyzetek
1. ↑  The World Factbook, 2011.
2. ↑  10 pataca. [2012. október 6-i dátummal az eredetiből archiválva]. (Hozzáférés: 2012. január 28.)
3. ↑  20 patacás emlékbankjegy. [2019. április 13-i dátummal az eredetiből archiválva]. (Hozzáférés: 2019. április 13.)